# Bolívia nos Jogos Pan-Americanos de 2007
A Bolívia competiu nos Jogos Pan-Americanos de 2007 no Rio de Janeiro, no Brasil.

## Desempenho

### Atletismo
800 metros masculino
- Fadrique Iglesias - Semifinal 3: 1m48s27 → eliminado

5000 metros masculino
- Eduardo Aruquipa - Final: 14m50s34 → 10º lugar
- Jorge Cesar Fernández - Final: 15m36s57 → 12º lugar

400 metros com barreiras feminino
- Daisy Ugarte - Semifinal 1: 1m00s26 → eliminada

20 km de marcha atlética feminino
- Geovana Irusta → desclassificada

### Futebol
Masculino
- Fase de grupos
  - Empate com o MEX México, 1-1
  - Vitória sobre os USA Estados Unidos, 4-2
  - Vitória sobre a VEN Venezuela, 2-0
- Semifinal
  - Derrota para o ECU Equador, 0-1
- Disputa pelo 3º lugar
  - Derrota para o MEX México, 0-1 → 4º lugar